# 艾维奇的真实故事
《艾维奇的真实故事》（英語：Avicii: True Stories）是一部讲述瑞典已故DJ兼音乐制作人艾维奇故事的纪录片。影片由莱万·齐库里什维利执导，大卫·库塔、怀克里夫·让、尼罗·罗杰斯、提雅斯多及克里斯·馬汀等人特别出演。2017年10月26日，《艾维奇的真实故事》在全球部分电影院首映，并于2018年12月28日在美国，英国和澳大利亚的Netflix上发布。

## 概要
《艾维奇的真实故事》讲述了艾维奇的内心故事，从内部记录了其丰富的个人和家庭故事及幕后花絮镜头。导演莱万·齐库里什维利（Levan Tsikurishvili）和艾维奇共事四年有余，记录了他的诸多经历和想法。

## 演员阵容
- 提姆·柏格林
- 大卫·库塔
- 怀克里夫·让
- 尼罗·罗杰斯
- 克里斯·馬汀
- 提雅斯多
- Laidback Luke（英语：Laidback Luke）

《艾维奇的真实故事》还邀请了特别嘉宾亚历克斯·埃伯特、洛伊·布萊克、卡尔·福克、弗雷德里克·博伯格（Fredrik Boberg）、约翰·比耶克伦德（Johan Bjerkelund）、桑德罗·卡瓦扎、塞勒姆·法基尔、珀·迪克森（Per Dickson）以及迈克·恩济格。

## 原声带
- 罗宾（Robyn） - Hang With Me (Avicii remix)
- 艾维奇 - Levels
- 阿明·范布伦（Armin Van Buuren） - Drowning (Avicii remix)
- 里克·罗斯（Rick Ross） - Hustlin
- 艾维奇 - Wake Me Up
- 酷玩乐队 - A Sky Full of Stars
- 艾维奇 - Sunset Jesus
- 艾维奇/桑德罗·卡瓦扎（Sandro Cavazza） - Lord
- 艾维奇/桑德罗·卡瓦扎 - Without You
- 艾维奇 - Ten More Days
- 艾维奇 - Feeling Good

## 制作
克里斯·馬汀、尼罗·罗杰斯、大衛·庫塔及怀克里夫·让等人作为嘉宾客串出演了《艾维奇的真实故事》。一些镜头拍摄于马达加斯加及澳大利亚。

导演莱万·齐库里什维利对纪录片评价道：
“这部纪录片对他的感受作了非常贴切的阐述。我很高兴，也很感谢我们能把他这么多年的时间浓缩在电影里，向别人展示他的真实情况。作为一位合作者，一位电影制作人，这就是我能为他所做的。我想拍一部关于提姆的残酷而诚实的电影，而不仅仅是关于艾维奇。每个人都认识艾维奇，但很少有人认识提姆。我认为这部纪录片真实地展现了提姆的奋斗精神和坚强性格。成为一位世界级的明星艺人并不像Instagram上看起来那么简单。”——导演 莱万·齐库里什维利

## 发行
2017年10月26日，《艾维奇的真实故事》在全球部分影院首映。2018年12月28日，影片在美国、英国和澳大利亚的Netflix上发布。

## 反响

### 票房
《艾维奇的真实故事》的全球票房为3878美元。
| 记录                            | 排名   | 金额   |
| 国际总票房（16,201名-16,300名） | 16,229 | $3,878 |
| 全球总票房（25,301名-25,400名） | 25,312 | $3,878 |

### 评价
烂番茄基于6篇评论（平均9分，满分10分），对《艾维奇的真实故事》的支持率为83%。为《Film Threat》撰稿的约书亚·斯佩塞（Joshua Speiser）称，这部电影“非常值得观赏；是一位极具才华艺人的肖像画，在他短暂而悲惨的一生中，他一次又一次‘捕捉到了闪电’”。为《洛杉矶时报》撰稿的凯蒂·沃尔什（Katie Walsh）则更具批判性，称“影片结束时有一种恐惧感，让人明白了真实的结局，它越来越与齐库里什维利描绘的美好画面格格不入。他是被迫拍摄电影还是为了给我们留下柏格林在最自由的时刻的形象？最终，这让人感觉只是故事的一部分，因此一点儿也不真实。”

### 获奖和提名
2018年11月1日，《艾维奇的真实故事》入围奥斯卡奖。